# خولات سياخل
خولات سياخل (بالإنجليزية: Kholat Syakhl)‏، أو جبل هولاتشاهل (بالإنجليزية: Holatchahl)‏ الذي يعني جبل الموت بالمانسية، هو جبل في منطقة الأورال الشمالية في روسيا.
في 2 فبراير 1959، هلكت مجموعة من متسلقي الجبال بقيادة إيغور دياتلوف بشكل غامض على الكتف الشرقي للجبل.